# Richard Looft
Sten Richard Looft, född 14 februari 1959 på Lidingö, är en svensk regissör och uppfinnare.

## Biografi
Looft har arbetat som frilansande regissör inom teater, film, TV, opera, musikvideor och reklamfilm. Han arbetade även som regiassistent till Ingmar Bergman på Ett drömspel, Hamlet, Fröken Julie, Peer Gynt, Ett dockhem m m.
1997 uppfann han grilltändaren & braständaren Looftlighter och arbetar sedan 2005 som VD på Looft Industries AB.

## Regi i urval
- Grammis för Bästa Musikvideo (Fråga Stjärnorna, CajsaStina Åkerström)
- 1986 – Porttelefonen
- 1997 – Heta lappar
- 2002 – Stora teatern (TV-serie)

## Teater

### Roller (ej komplett)
| År   | Roll  | Produktion                          | Regi            | Teater       |
| ---- | ----- | ----------------------------------- | --------------- | ------------ |
| 1980 |       | Far ror... Annika Asplund           | Oscar Ljung     | Scengångarna |
| 1983 | Jakob | Måsen (Чайка, Tjajka) Anton Tjechov | Gunnel Lindblom | Dramaten     |

### Regi
| År   | Produktion                                                               | Upphovsmän                                                           | Teater                            | Noter                              |
| ---- | ------------------------------------------------------------------------ | -------------------------------------------------------------------- | --------------------------------- | ---------------------------------- |
| 1981 | Flugorna Les Mouches                                                     | Jean-Paul Sartre                                                     | Jarlateatern/ Gångsätra gymnasium |                                    |
| 1983 | Ett julspel                                                              | Richard Looft                                                        | Puckteatern                       |                                    |
| 1985 | På villande hav Na pełnym morzu                                          | Sławomir Mrożek                                                      | Tessinparken                      |                                    |
| 1985 | Två                                                                      | Michael Druker                                                       | Teater Sputnik                    |                                    |
| 1986 | Vändpunkt noll                                                           | Michael Druker                                                       | Teater Förlåt                     |                                    |
| 1987 | La serva padrona                                                         | Giovanni Battista Pergolesi och Gennaro Antonio Federico             | Operahögskolan                    |                                    |
| 1987 | Under tiden                                                              | Michael Druker                                                       | Dramaten                          |                                    |
| 1989 | Min modiga mor Mutters Courage                                           | George Tabori Översättning Anna och Sture Pyk                        | Helsingborgs stadsteater          |                                    |
| 1990 | Hon är inte här                                                          | Johan Sundelius                                                      | Dramaten                          |                                    |
| 1992 | Aladdin eller Den underbara lampan Aladdin, eller Den forunderlige Lampe | Adam Oehlenschläger                                                  | Dramaten                          |                                    |
| 1992 | Djungelsången                                                            | Eva Wikander                                                         | Dramaten                          | Regi tillsammans med Maria Ericson |
| 1993 | Tant Blomma                                                              | Kristina Lugn                                                        | Dramaten                          |                                    |
| 1994 | Kärlekens missöden I sdegni per amore                                    | Domenico Cimarosa och Giuseppe Mililotti Översättning Carin Bartosch | Vadstena-Akademien                |                                    |
| 1995 | Candide                                                                  | Leonard Bernstein, Lillian Hellmann och Richard Wilbur               | Norrlandsoperan                   |                                    |
| 2003 | Hårda bud The Lying Kind                                                 | Anthony Neilson Översättning Hans Alfredson                          | Malmö Dramatiska Teater           |                                    |